# 庫利欽 (圖里西克區)
51°6′17″N 24°27′54″E / 51.10472°N 24.46500°E
庫利欽（烏克蘭語：Кульчин），是烏克蘭的村落，位於該國西部沃倫州，由科韋利區負責管轄，始建於1508年，面積37.78平方公里，海拔高度182米，2001年人口532，人口密度每平方公里14.08人。